# Durupınar

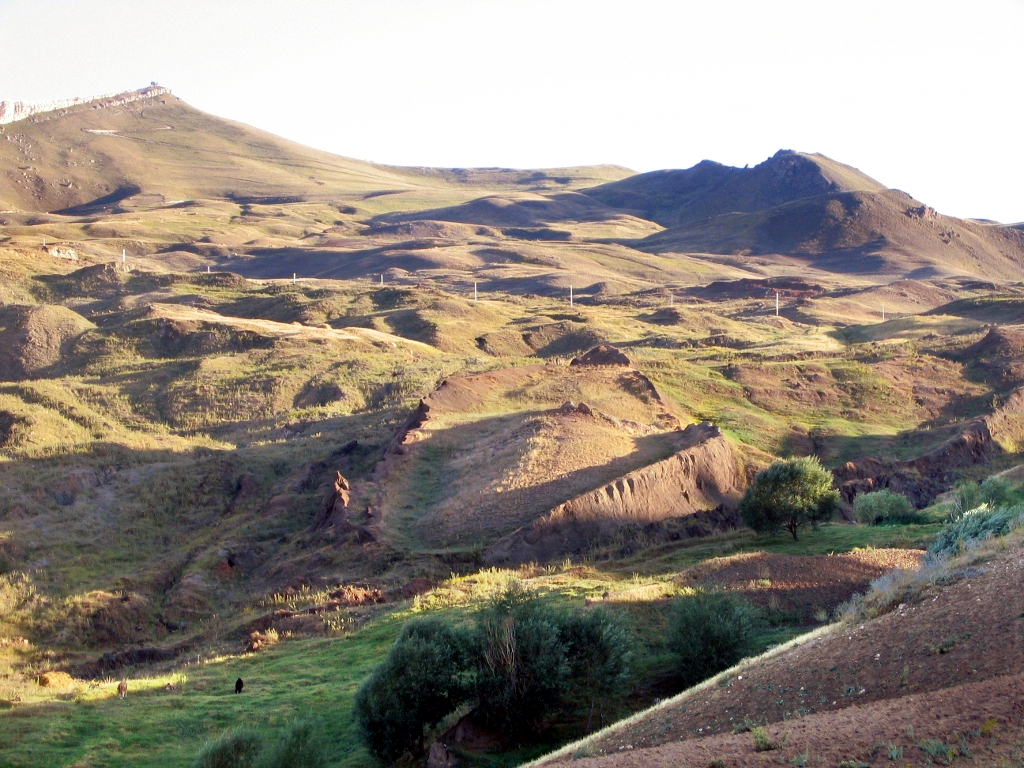
Una fotografia del 2007 del sito di Durupınar.

Il sito di Durupınar è un'ampia zona montuosa compresa nel monte Tendürek, nella Turchia orientale, a circa tre chilometri dal confine con l'Iran e 16 a sud della città di Doğubeyazıt.
La particolare conformazione di una struttura rocciosa della zona somiglia allo scafo di una barca tanto che molte persone ritengono sia ciò che resta dell'Arca di Noè, tenendo anche conto della vicinanza del monte Ararat, luogo dove appunto, secondo la credenza l'Arca si sarebbe fermata, rimanendovi sino ai giorni nostri.